# Grande Prêmio do Cinema Brasileiro 2017
É a décima sexta edição do Grande Prêmio Brasileiro de Cinema, organizada pela Academia Brasileira de Cinema com o Patrocínio Master da TV Globo e Patrocínio do Canal Brasil através da Lei Federal de Incentivo à Cultura do Ministério da Cultura. O evento foi realizado no Theatro Municipal do Rio de Janeiro, no dia 5 de setembro e premiou os profissionais e filmes lançados comercialmente no ano de 2016.
Os atores Antonio Pitanga e Helena Ignez foram os homenageados da festa.

## Indicados e vencedores
Os nomeados para a 16ª edição foram anunciados na página oficial da Academia em 13 de julho de 2017. Aquarius venceu as principais categorias da premiação, enquanto que Elis foi o mais premiado, conquistando as categorias técnicas.
| Melhor Longa-Metragem de Ficção | Melhor Direção |
| --- | --- |

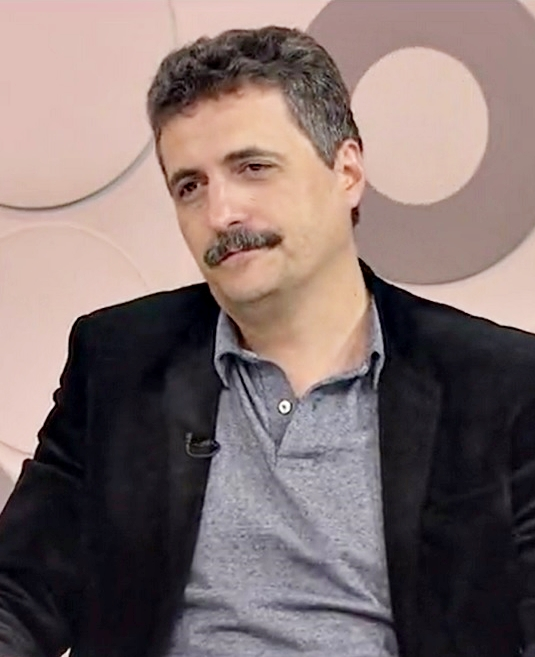
Kleber Mendonça Filho, Melhor Direção

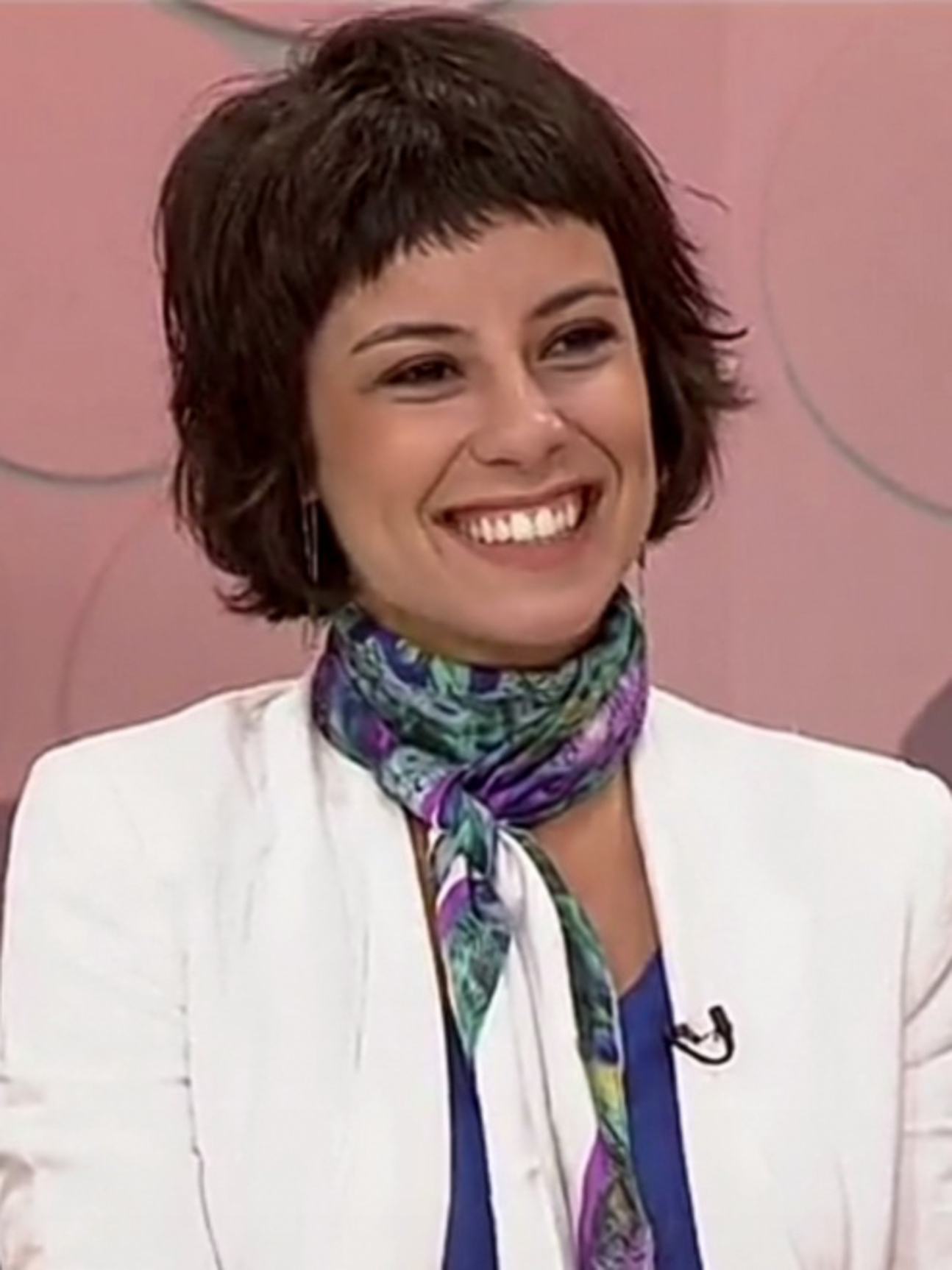
Andréia Horta, Melhor Atriz

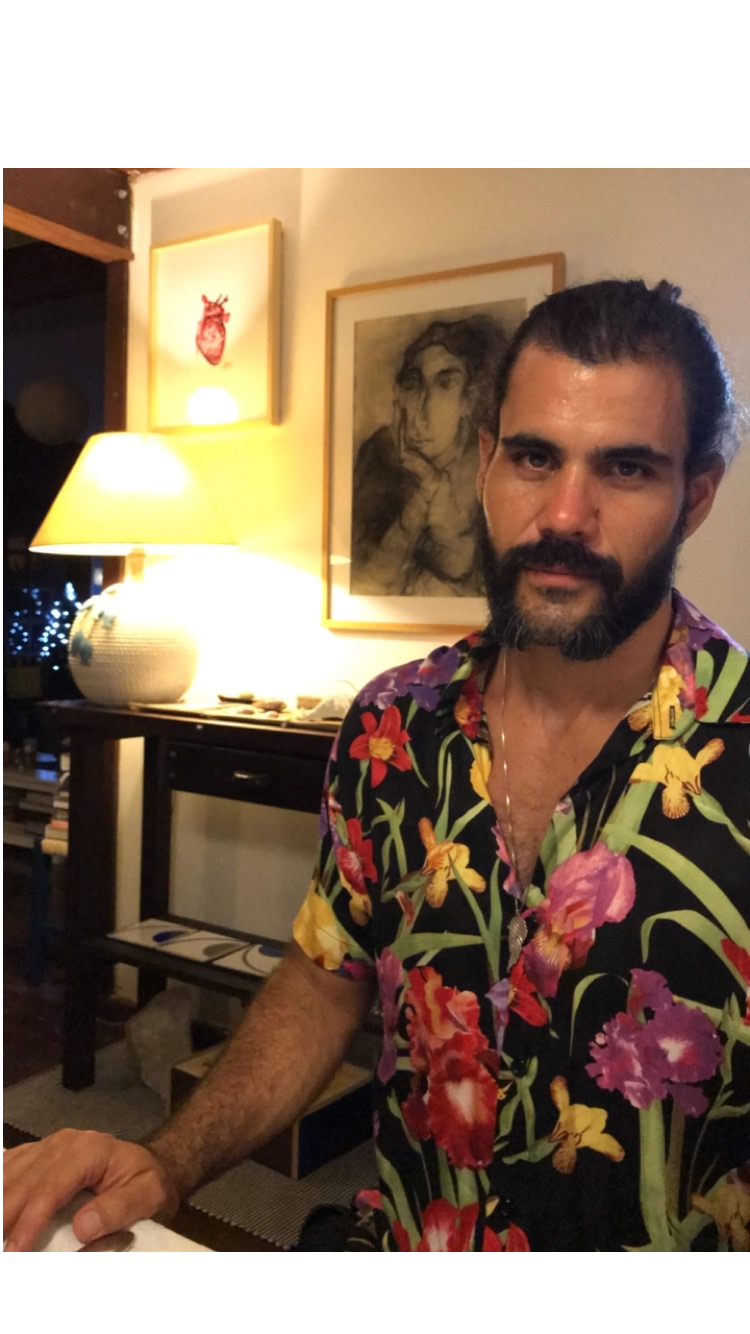
Juliano Cazarré, Melhor Ator

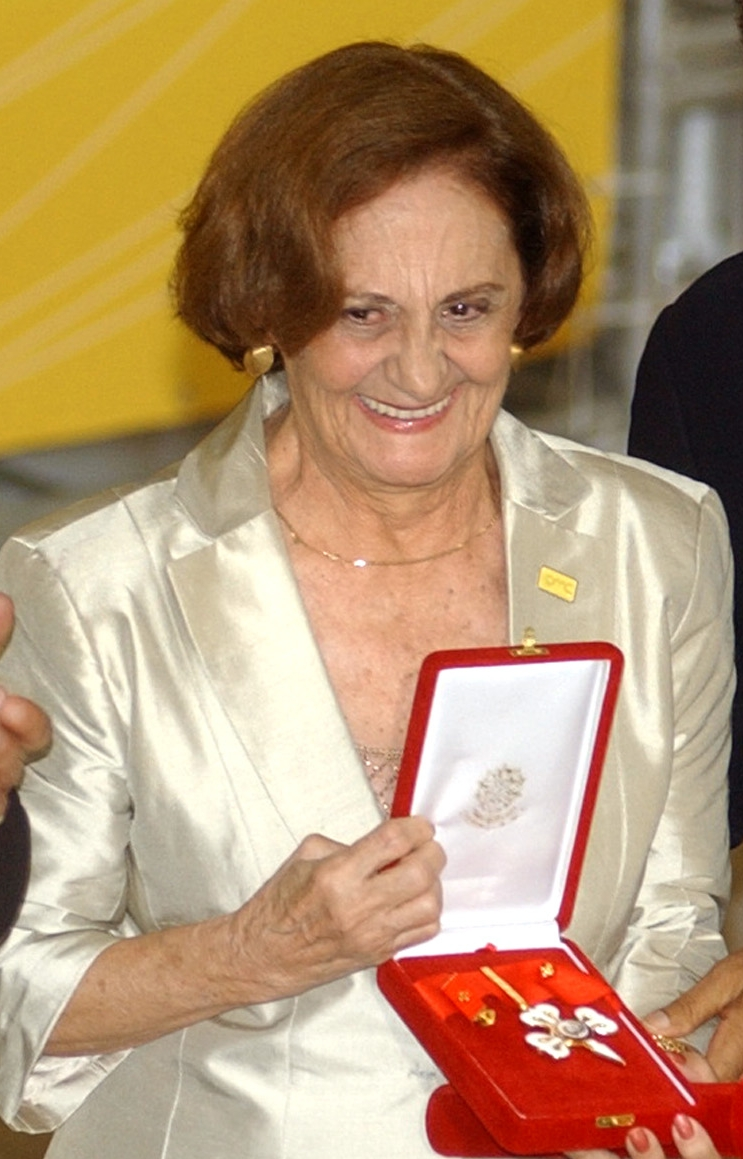
Laura Cardoso, Melhor Atriz Coadjuvante

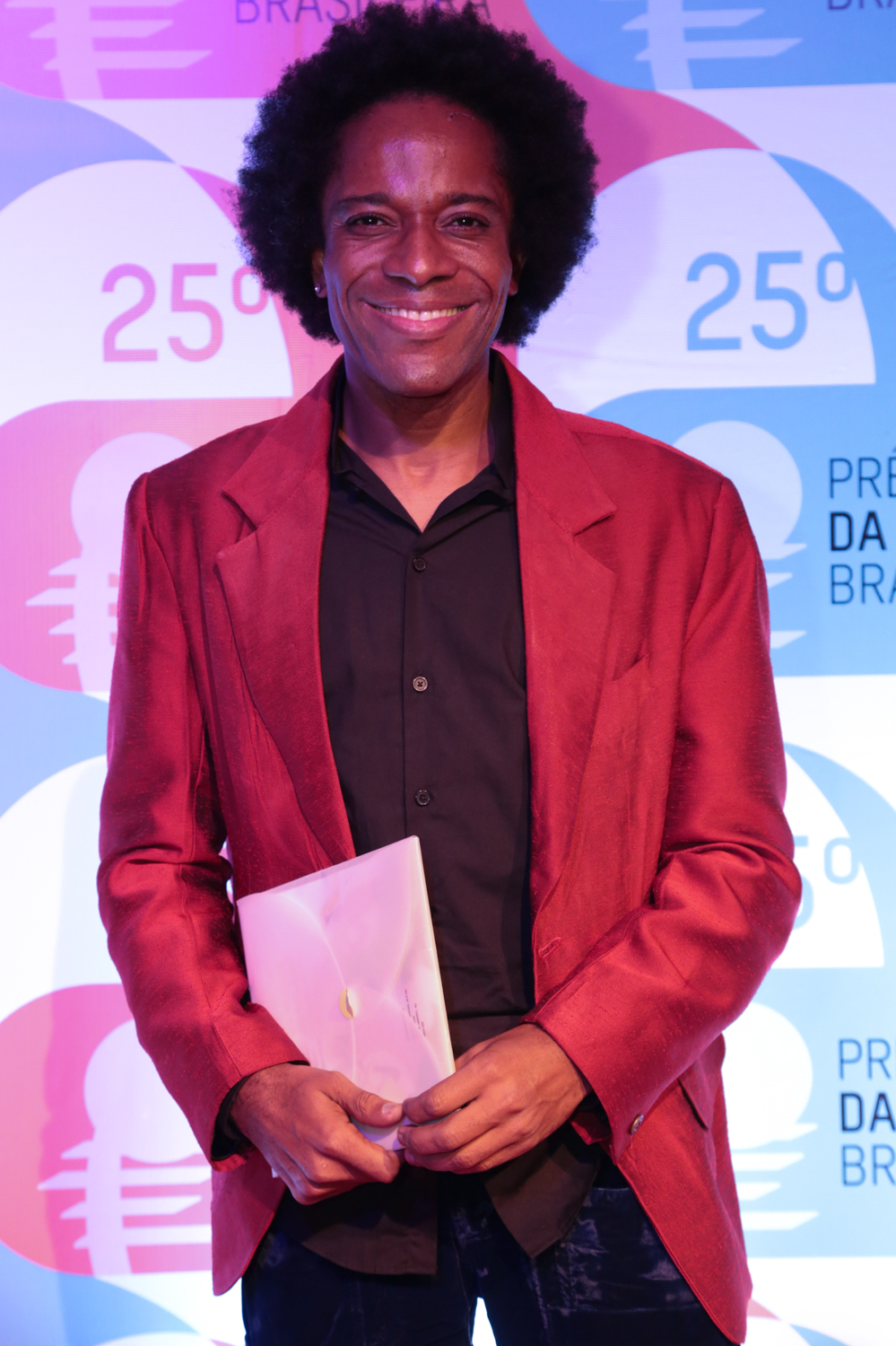
Flávio Bauraqui, Melhor Ator Coadjuvante

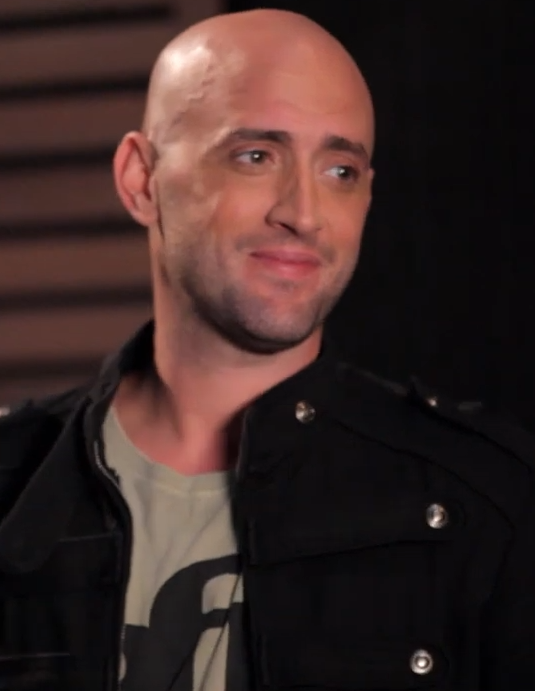
Paulo Gustavo, Co-Melhor Roteiro Adaptado

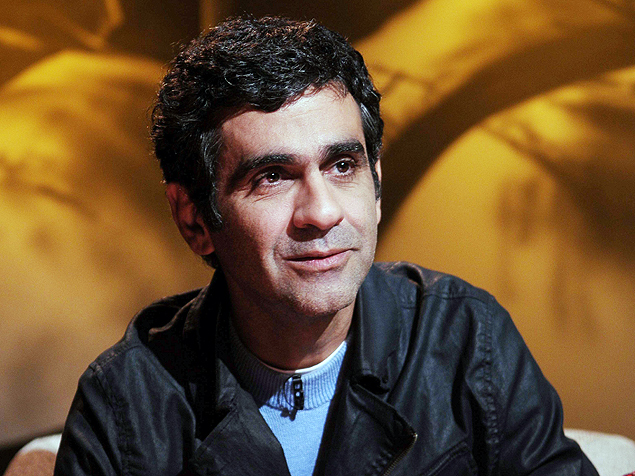
Hilton Lacerda, Co-Melhor Roteiro Adaptado

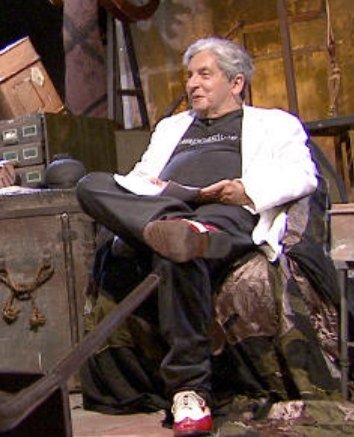
Domingos de Oliveira, ganhou Melhor Roteiro Original

| - Aquarius, de Kleber Mendonça Filho. Produção: Emilie Lesclaux por Cinemascópio - Boi Neon, de Gabriel Mascaro. Produção: Rachel Ellis por Desvia Produções - Elis, de Hugo Prata. Produção: Fabio Zavala e Hugo Prata por Bravura Cinematográfica Ltda - Mãe Só Há Uma, de Anna Muylaert. Produção: Sara Silveira e Maria Ionescu por Dezenove Som e Imagens e Anna Muylaert por África Filmes - Nise: O Coração da Loucura, de Roberto Berliner. Produção: Rodrigo Letier por TV Zero Cinema | - Kleber Mendonça Filho, por Aquarius - Afonso Poyart, por Mais Forte que o Mundo - Anna Muylaert, por Mãe Só Há Uma - David Schürmann, por Pequeno Segredo - Gabriel Mascaro, por Boi Neon |
| Melhor Atriz | Melhor Ator |
| - Andréia Horta, como "Elis Regina" em Elis - Adriana Esteves, como "Dilza" em Mundo Cão - Glória Pires, como "Nise" em Nise: O Coração da Loucura - Júlia Lemmertz, como "Heloísa Schürmann" em Pequeno Segredo - Sônia Braga, como "Clara" em Aquarius - Sophie Charlotte, como "Severina" em Reza a Lenda | - Juliano Cazarré, como "Iremar" em Boi Neon - Caio Blat, como "Felipe" em BR716 - Cauã Reymond, como "Ara" em Reza a Lenda - Chico Díaz, como "Gomez"em Em Nome da Lei - Domingos Montagner, como "Corvo" em Um Namorado Para Minha Mulher - Lázaro Ramos, como "Paulinho" em Mundo Cão |
| Melhor Atriz Coadjuvante | Melhor Ator Coadjuvante |
| - Laura Cardoso, como "Yolanda" em De Onde Eu Te Vejo - Alice Braga, como "Sandra" em Entre Idas e Vindas - Andréa Beltrão, como "Ana Lucia" em Sob Pressão - Maeve Jinkings, como "Ana Paula" em Aquarius - Maeve Jinkings, como "Galega" em Boi Neon - Sophie Charlotte, como "Gilda" em BR716 | - Flávio Bauraqui, como "Octávio Ignácio" em Nise: O Coração da Loucura - Caco Ciocler, como "César Camargo Mariano" em Elis - Dan Stulbach, como "Marcos" em Meu Amigo Hindu - Gustavo Machado, como "Ronaldo Bôscoli" em Elis - Irandhir Santos, como "Roberval" em Aquarius |
| Melhor Direção de Fotografia | Melhor Direção de Arte |
| - Elis - Adrian Teijido - Nise: O Coração da Loucura - André Horta - Boi Neon - Diego Garcia - Reza a Lenda - Marcelo Corpanni - Meu Amigo Hindu - Mauro Pinheiro Junior | - Elis - Frederico Pinto - Meu Amigo Hindu - Clovis Bueno, Isabel Xavier e Caroline Schamall - Nise: O Coração da Loucura - Daniel Flaksman - O Shaolin do Sertão - Juliana Ribeiro - Aquarius - Juliano Dornelles e Thales Junqueira |
| Melhor Longa-Metragem Comédia | Melhor Longa-Metragem Documentário |
| - O Shaolin do Sertão, de Halder Gomes. Produção: Halder Gomes e Márcia Delgado por ATC Entretenimentos - BR716, de Domingos de Oliveira. Produção: Domingos Oliveira por Teatro llustre e Renata Paschoal por Forte Filmes - É Fada!, de Cris D’Amato. Produção: Daniel Filho por Lereby Produções - Minha Mãe É Uma Peça 2, de Cris D’Amato. Produção: Daniel Filho por Lereby Produções - O Roubo da Taça, de Caito Ortiz. Produção: Francesco Civita e Beto Gauss por Prodigo Films         | - Cinema Novo, de Eryk Rocha. Produção: Diogo Dahl por Coqueirão Pictures (Kino TV) e Eryk Rocha por Aruac Filmes - Menino 23 - Infâncias Perdidas no Brasil, de Belisario Franca. Produção: Maria Carneiro da Cunha por Giros - Cícero Dias, o Compadre de Picasso, de Vladimir Carvalho. Produção: Vladimir Carvalho por Com Domínio Filmes - Curumim, de Marcos Prado. Produção: Marcos Prado e José Padilha por Zazen Produções - Eu Sou Carlos Imperial, de Renato Terra e Ricardo Calil. Produção: Alexandre Rocha e Marcelo Pedrazzi por Afinal Filmes - Marias, de Joana Mariani. Produção: Matias Mariani por Primo Filmes e Joana Mariani por Mar Filmes - Quanto Tempo o Tempo Tem, de Adriana L. Dutra. Produção: Claudia Dutra e Viviane Spinelli por Inffinitto |
| Melhor Figurino | Melhor Maquiagem |
| - Elis - Cristina Camargo - Boi Neon - Flora Rebollo - Nise: O Coração da Loucura - Cristina Kangussu - O Shaolin do Sertão - Luciana Buarque - Reza a Lenda - Cássio Brasil | - Elis - Anna Van Steen - Boi Neon - Alex de Farias - Meu Amigo Hindu - Bruna Nogueira - O Shaolin do Sertão - Cristiano Pires - Reza a Lenda - Tayce Vale |
| Melhor Efeito Visual | Melhor Montagem Ficção |
| - Pequeno Segredo - Marcelo Siqueira - Aquarius - Eduardo Amodio - Elis - Guilherme Ramalho - Mais Forte que o Mundo - Rodrigo Elias e Mari Figueiredo - Reza a Lenda - Binho Carvalho e José Francisco | - Elis - Tiago Feliciano - Aquarius - Eduardo Serrano - Big Jato - Karen Harley - Boi Neon - Fernando Epstein e Eduardo Serrano - Meu Amigo Hindu - Gustavo Giani |
| Melhor Roteiro Original | Melhor Roteiro Adaptado |
| - Boi Neon, de Gabriel Mascaro - BR716, de de Domingos de Oliveira - Aquarius, de Kleber Mendonça Filho - Mãe Só Há Uma, de Anna Muylaert - Mais Forte que o Mundo, de Afonso Poyart e Marcelo Rubens Paiva | - Big Jato, de Hilton Lacerda e Ana Carolina Francisco. Adaptado da obra Big Jato, de Xico Sá. - Minha Mãe É Uma Peça 2, de Paulo Gustavo e Fil Baz. Adaptado da peça teatral Minha Mãe é uma Peça, de Paulo Gustavo - A frente fria que a chuva traz, de Neville D’Almeida e Michel Melamed. Adaptado do texto A Frente Fria que a Chuva Traz de Mario Bortolotto. - Através da Sombra, de Walter Lima Jr. Adaptado da obra A Volta do Parafuso, de Henry James. - Um Namorado Para Minha Mulher, de Lusa Silvestre e Julia Rezende. Adaptado do longa-metragem argentino Un Novio para mi Mujer. |
| Melhor Curta-Metragem Documentário | Melhor Curta-Metragem Animação |
| - Buscando Helena de Ana Amélia Macedo E Roberto Berliner - A Morte do Cinema, de Evandro de Freitas - Abissal, de Arthur Leite - Aqueles Anos de Dezembro, de Felipe Arrojo Poroger - Índios no Poder, de Rodrigo Arajeju - Orquestra Invisível Let’s Dance, de Alice Riff | - Vida De Boneco, de Flávio Gomes - Cartas, de David Mussel - O Caminho Dos Gigantes, de Alois Di Leo - O Projeto Do Meu Pai, de Rosaria Maria - Quando Os Dias Eram Eternos, de Marcus Vinicius Vasconcelos - Tango, de Francisco Gusso e Pedro Giongo - Vento, de Betânia Furtado |
| Melhor Montagem de Documentário | Melhor Som |
| - Cinema Novo - Renato Vallone - Curumim - Alexandre Lima - Geraldinos - Gabriel Medeiros - Eu Sou Carlos Imperial - Jordana Berg - Menino 23 - Infâncias Perdidas no Brasil - Yan Motta | - Elis - Jorge Rezende, Alessandro Laroca, Armando Torres Jr. e Eduardo Virmond Lima - Aquarius - Nicolas Hallet e Ricardo Cutz - Boi Neon - Fabian Oliver, Mauricio D’orey e Vicent Sinceretti - O Shaolin do Sertão - Alfredo Guerra e Érico Paiva - Reza a Lenda - Paulo Ricardo Nunes, Miriam Biderman, Ricardo Reis e Paulo Gama - Sinfonia da Necrópole - Gabriela Cunha, Daniel Turini, Fernando Henna e Paulo Gama |
| Melhor Trilha Sonora | Melhor Trilha Sonora Original |
| - Aquarius - Mateus Alves - BR716 - Domingos de Oliveira - Mate-me Por Favor - Bernardo Uzeda - Mundo Cão - Mauricio Tagliari - O Vendedor de Sonhos - Alexandre Guerra | - Elis - Otavio de Moraes - A Luneta do Tempo - Alceu Valença - Pequeno Segredo - Antônio Pinto - Big Jato - DJ Dolores - Nise: O Coração da Loucura - Jaques Morelenbaum |
| Melhor Curta-Metragem Ficção | Melhor Longa-Metragem Estrangeiro |
| - O Melhor Som do Mundo, de Pedro Paulo de Andrade - A Moça que Dançou com o Diabo, de João Paulo Miranda Maria - Constelações, de Maurílio Martins - E o Galo Cantou, de Daniel Calil - Não Me Prometa Nada, de Eva Randpolph | - A Chegada, dirigido por Denis Villeneuve. Distribuição: Sony Pictures - A Garota Dinamarquesa, dirigido por Tom Hooper. Distribuição: Universal Pictures - Animais Noturnos, dirigido por Tom Ford. Distribuição: Universal Pictures - Elle, dirigido por Paul Verhoeven. Distribuição: Sony Pictures - O Filho de Saul, dirigido por László Nemes, Distribuição: Sony Pictures - Spotlight - Segredos Revelados, dirigido por Tom McCarthy. Distribuição: Sony Pictures |